# Janine Cizeron
Janine Cizeron est une musicologue française, née le 22 août 1931 à Pélussin (Loire) et morte le 1er avril 2017 à Argonay (Haute-Savoie).

## Biographie
Janine Cizeron était professeur de musicologie à la Sorbonne et à l'Université Lyon II. Elle a dirigé de nombreuses thèses de musicologie. Elle était spécialiste d'histoire de la musique, et plus précisément de l'histoire du violon. 
Elle a en particulier dirigé la thèse de Pascale Barrère, sur la vie et l'œuvre du compositeur Éric-Paul Stekel, ancien directeur du Conservatoire de Grenoble, ainsi qu'une thèse sur la musicothérapie, intitulée La musique, source d'équilibre pour l'être humain et présentée par Susana Nasanovsky. 
Elle a écrit de nombreux articles, ainsi que de nombreux ouvrages d'histoire de la musique.

## Publications
- L'Apparition du violon en France d'après l'iconographie, les traités et les théoriciens, par Janine Cizeron, 1978.
- Le Violon dans la vie musicale à Lyon sous l'Ancien Régime, par Janine Cizeron, sous la direction d'Edith Weber, Paris, 1985.
- La Musique comme art total au XXe siècle, sons, couleurs, formes, systémique et symbolique, par Françoise Roy-Gerboud, préface de Janine Cizeron, Paris, l'Harmattan, 2009.
- Les Méthodes de violon françaises aux XIIe et XIIIe siècles, dans Itinéraires de la musique française: théorie, pédagogie et création, dirigé par Anne Penesco, 1996[5].
- La Technique violonistique d'après les traités baroques, dans Défense et illustration de la virtuosité, dirigé par Anne Penesco, 1997[5].
- « Musigraphies et mandalas sonores dans l'œuvre de Manfred Kelkel », dans Le Dessous des notes : voies vers l'ésosthétique, dirigé par Jean-Jacques Velly, 2001[5].